# Ma Xuejun
Ma Xuejun (chiń. 马雪君; ur. 26 marca 1985 w Szantung) – chińska lekkoatletka, dyskobolka.

## Osiągnięcia
- złoty medal mistrzostw świata juniorów młodszych (Debreczyn 2001), Ma jest aktualną rekordzistką tej imprezy (54,93 m)
- 2 złote medale mistrzostw świata juniorów (Kingston 2002 i Grosseto 2004)
- srebro igrzysk azjatyckich (Doha 2006)
- 8. miejsce podczas mistrzostw świata (Osaka 2007)
- srebrny medal mistrzostw Azji (Guangdong 2009)
- srebrny medal mistrzostw Azji (Kobe 2011)

Ma dwukrotnie reprezentowała Chiny na igrzyskach olimpijskich - w Pekinie (2008) 23. lokata w eliminacjach nie dała jej awansu do finału, a w Londynie (2012) zajęła 10. miejsce w konkursie finałowym.

## Rekordy życiowe
- rzut dyskiem – 65,00 (2006)